# La spada della verità
La spada della verità (in lingua originale, The Sword of Truth) è il titolo di un ciclo di romanzi high fantasy dello scrittore statunitense Terry Goodkind (1948 - 2020). Il primo episodio, La prima regola del mago, è stato pubblicato negli Stati Uniti nel 1994; l'ultimo, Into Darkness, a conclusione dell'intera saga, nel 2020, alcuni mesi prima della scomparsa dell'autore.

## Elenco dei libri
La saga consiste di venti romanzi principali, interconnessi da una trama orizzontale coesa e internamente scandita in sei archi narrativi; ad essi si aggiungono due romanzi di antefatto e un sequel autonomo ambientato dopo gli eventi della vicenda principale, mentre altri quattro romanzi compongono una serie spin-off intitolata The Nicci Chronicles, arrivando a un totale di ventisette volumi.
In Italia, la serie è stata pubblicata per la maggior parte da Fanucci Editore, che ha tradotto i primi quindici romanzi principali fino a Cuore guerriero, i due romanzi prequel e il sequel (per altro dividendo i primi quattro libri in due tomi ciascuno, salvo poi riproporli in volume unico); in seguito Newton Compton Editori ha acquisito i diritti sulla tetralogia spin-off, ma al 2025 ne ha tradotto solo i primi due volumi; infine Mondadori ha pubblicato gli ultimi cinque episodi del ciclo principale, riuniti nel volume omnibus I figli del D’Hara.

### La spada della verità
| Arco narrativo             | n. | Titolo e anno di pubblicazione (Stati Uniti)           | Titolo e anno di pubblicazione (Italia)                            | Volume unico                                     |
| -------------------------- | -- | ------------------------------------------------------ | ------------------------------------------------------------------ | ------------------------------------------------ |
| Prequel                    | 0  | The First Confessor: The Legend of Magda Searus (2012) | La leggenda di Magda Searus (2013)                                 | -                                                |
| Prequel                    | 0  | Debt of Bones (1998)                                   | Debito di ossa entro l'antologia Legends (2002)                    | Ripubblicato in un volume autonomo nel 2007.     |
| Darken Rahl                | 1  | Wizard's First Rule (1994)                             | L'assedio delle tenebre (1998) / La profezia del mago (1999)       | La spada della Verità - Volume 1 (2001)          |
| Darken Rahl                | 2  | Stone of Tears (1995)                                  | Il guardiano delle tenebre (1999) / La pietra delle lacrime (2000) | La spada della Verità - Volume 2 (2001)          |
| L'Ordine Imperiale         | 3  | Blood of the Fold (1996)                               | La stirpe dei fedeli (2000) / L'Ordine Imperiale (2000)            | La spada della Verità - Volume 3 (2002)          |
| L'Ordine Imperiale         | 4  | Temple of the Winds (1997)                             | La profezia della luna rossa (2001) / Il tempio dei venti (2001)   | La spada della Verità - Volume 4 (2003)          |
| L'Ordine Imperiale         | 5  | Soul of the Fire (1999)                                | L'anima del fuoco (2002)                                           | La spada della Verità - Volume 5 (2004)          |
| L'Ordine Imperiale         | 6  | Faith of the Fallen (2000)                             | La fratellanza dell'ordine (2003)                                  | La spada della Verità - Volume 6 (2004)          |
| I pilastri della creazione | 7  | Pillars of Creation (2001)                             | I pilastri della creazione (2004)                                  | La spada della Verità - Volume 7 (2005)          |
| I pilastri della creazione | 8  | Naked Empire (2003)                                    | L'impero degli indifesi (2005)                                     | La spada della Verità - Volume 8 (2005)          |
| La catena di fuoco         | 9  | Chainfire (2005)                                       | La catena di fuoco (2006)                                          | La spada della Verità - Volume 9 (2006)          |
| La catena di fuoco         | 10 | Phantom (2006)                                         | Fantasma (2007)                                                    | La spada della Verità - Volume 10 (2007)         |
| La catena di fuoco         | 11 | Confessor (2007)                                       | Scontro finale (2008)                                              | La spada della Verità - Volume 11 (2008)         |
| Le Terre Oscure            | 12 | The Omen Machine (2011)                                | La macchina del presagio (2011)                                    | -                                                |
| Le Terre Oscure            | 13 | The Third Kingdom (2013)                               | Il terzo regno (2015)                                              | -                                                |
| Le Terre Oscure            | 14 | Severed Souls (2014)                                   | La fine della profezia (2015)                                      | -                                                |
| Le Terre Oscure            | 15 | Warheart (2015)                                        | Cuore guerriero (2016)                                             | -                                                |
| I figli del D'Hara         | 16 | The Scribbly Man (2019)                                | L'uomo scarabocchiato (2021)                                       | I figli del D'Hara. La spada della verità (2021) |
| I figli del D'Hara         | 17 | Hateful Things (2019)                                  | Cose terribili (2021)                                              | I figli del D'Hara. La spada della verità (2021) |
| I figli del D'Hara         | 18 | Wasteland (2019)                                       | Landa desolata (2021)                                              | I figli del D'Hara. La spada della verità (2021) |
| I figli del D'Hara         | 19 | Witch's Oath (2020)                                    | Il giuramento della strega (2021)                                  | I figli del D'Hara. La spada della verità (2021) |
| I figli del D'Hara         | 20 | Into Darkness (2020)                                   | Nell'oscurità (2021)                                               | I figli del D'Hara. La spada della verità (2021) |
| Sequel                     | 21 | The Law of Nines (2009)                                | La legge dei nove (2010)                                           | -                                                |

### Spin-off:The Nicci Chronicles
| n. | Titolo e anno di pubblicazione (Stati Uniti)  | Titolo e anno di pubblicazione (Italia) |
| -- | --------------------------------------------- | --------------------------------------- |
| 1  | Death's Mistress: Sister of Darkness (2017)   | La signora della morte (2018)           |
| 2  | Shroud of Eternity: Sister of Darkness (2018) | La città di sangue (2019)               |
| 3  | Siege of Stone: Sister of Darkness (2018)     |                                         |
| 4  | Heart of Black Ice: Sister of Darkness (2020) |                                         |

## Ambientazione
Quello della Spada della Verità è un vasto e complesso ciclo fantasy, ricco di personaggi e ambientazioni differenti. Il mondo della Spada della Verità è diviso in due parti: il Nuovo Mondo, nel quale si svolge la maggior parte degli eventi narrati, e il Vecchio Mondo. Il Nuovo Mondo è a sua volta diviso nei Territori dell'Ovest, nelle Terre Centrali e nel D'Hara. I Territori dell'Ovest (in lingua originale, Westland), in buona parte coperti da foreste, sono governati da un Consiglio federato. Le Terre Centrali (in lingua originale, Midlands) sono un'eterogenea unione di regni indipendenti, sorvegliati da un ordine di maghi e dall'ordine delle Depositarie, che hanno sede ad Aydindril. Entrambe le organizzazioni sono state distrutte poco prima degli eventi del primo libro. Il D'Hara è un bellicoso impero retto dai maghi della casata Rahl, nella parte orientale del Nuovo Mondo. Le tre regioni sono separate tra loro da dei confini magici invalicabili, eretti dal Primo Mago Zeddicus Zu'l Zorander, al termine di una sanguinosa guerra contro il D'Hara. L'innalzamento di questi confini ha lasciato i Territori dell'ovest privi di magia. Sempre nel primo libro tali confini vengono infranti.
Il Vecchio Mondo è posto a sud-est del Nuovo Mondo ed è da esso separato da un'altra barriera magica, composta da una serie di torri incantate, che cade nel corso del secondo libro. La barriera tra Vecchio e Nuovo Mondo risale a migliaia di anni prima degli eventi narrati nei libri, al tempo di un terribile conflitto tra le due terre. Qualche anno prima degli eventi del primo libro, i numerosi regni che si spartivano il Vecchio Mondo sono stati unificati dall'Ordine Imperiale.
Il mondo della Spada della Verità è molto vario, presentando montagne elevate con ghiacciai eterni (il Rang S'hada, Bandakar), pianure ubertose (Anderith), zone paludose, deserti, grandi foreste. Gran parte delle persone vivono in una società divisa in classi sociali simile a quella medievale. Anche le tecnologie sono prevalentemente pari a quelle di quell'epoca storica.

## Trama
Il protagonista è Richard Cypher, una giovane guida dei boschi dei Territori dell'Ovest, che al principio della saga viene coinvolto da una misteriosa straniera di nome Kahlan Amnell nella ricerca di un mago di cui si sono da tempo perse le tracce. Sia Kahlan che l'enigmatico mago, che si scopre essere un vecchio amico di Richard di nome Zedd, provengono da una regione separata dal paese di Richard da un confine magico, innalzato anni prima proprio dal mago Zedd. Essendo il mondo minacciato da un potente mago oscuro di nome Darken Rahl, Zedd consegna a Richard un antico artefatto magico, la Spada della Verità, e lo nomina Cercatore della Verità. I tre partono quindi ad affrontare Darken Rahl. Inizia quindi una lunga serie di avventure, durante le quali Richard e Kahlan dovranno affrontare numerosi nemici, sia umani che ultraterreni.
Sconfitto Darken Rahl, nel terzo volume Richard prende il suo posto come lord Rahl, per guidare la lotta contro un nuovo nemico, l'Ordine Imperiale, guidato dall'imperatore Jagang. Numerosi comprimari prenderanno parte nel conflitto con lui, tra cui la Mord-Sith Cara Mason, le incantatrici Verna e Nicci ed il profeta Nathan Rahl. Il romanzo Scontro finale chiude il primo ciclo narrativo.
Dopo un episodio spin-off ambientato nel mondo contemporaneo, La legge dei nove, con La macchina del presagio inizia un altro ciclo narrativo, nel quale Richard e Kahlan si trovano ad affrontare gli arcani poteri provenienti dalle misteriose Terre oscure, nel profondo nord. Questo ciclo si conclude con Cuore guerriero.

### Personaggi principali
Il protagonista è Richard Rahl inizialmente presentato come Richard Cypher. Altri importanti personaggi:
- Kahlan Amnell, Madre Depositaria.
- Cara Mason, Mord-Sith.
- Zeddicus Zu'l Zorander, Primo Mago.
- Dell "Chase" Brandstone, capo dei guardiani del confine tra i Territori dell'Ovest e le Terre Centrali.
- Darken Rahl, Maestro del D'Hara e mago oscuro.
- Nathan Rahl, mago profeta.
- Priora Annalina "Ann" Aldurren, Priora delle Sorelle della Luce.
- Adie, incantatrice del Nicobarese, detta Donna delle Ossa.
- Sorella Verna, incantatrice delle Sorelle della Luce.
- Imperatore Jagang, tiranno dei sogni e capo dell'Ordine Imperiale.
- Nicci, incantatrice delle Sorelle della Luce.
- Warren, mago profeta.
- Jennsen Rahl, sorellastra di Richard.
- Rachel, ragazzina di Tamarang.
- Shota, strega.
- Denna, Mord-Sith.

- Ci sono poi il Creatore ed il Guardiano, che rappresentano l'inizio e la fine della vita. Sono spesso associati l'uno alla benevolenza e l'altro alla malvagità, ma in realtà non sono altro che la personificazione delle forze della natura che tengono in equilibrio il ciclo vitale.

#### Pronuncia dei nomi
La maggior parte dei nomi propri, dei cognomi e dei luoghi sono di tipo anglosassone. Il nome più singolare è quello della protagonista femminile, Kahlan, che va pronunciato come "KAY-lin" (/'keɪlən/). Il nome potrebbe derivare dal cognome di un'amica e collaboratrice di Goodkind (Rachel Kahlandt), citata nei ringraziamenti all'inizio di "L'assedio delle tenebre".
Nel libro sono citate frasi e termini di una lingua immaginaria, l'Alto D'Hariano, High D'Haran, al cui riguardo non si hanno elementi per quanto concerne la pronuncia.

## La magia
La magia è una componente essenziale del mondo della Spada della Verità. Essa permea la terra stessa ed influisce sulla natura dei suoi abitanti. Molte creature sono originate direttamente dalla magia o da rituali magici. Quando è posseduta da persone, viene chiamata "Dono", e queste ultime "dotati". Secondo il credo delle Sorelle della Luce, il Dono è un aspetto dello spirito vitale, chiamato "Han", che solo i dotati hanno la capacità di manifestare al di fuori del proprio corpo. Per altri, in particolare i seguaci della Stirpe dei Fedeli e della Fratellanza dell'Ordine, la magia nella sua interezza è invece un'emanazione del mondo sotterraneo, e quindi corrompe chi ne è dotato e ne fa uno strumento del Guardiano.
Di base la magia si distingue nella Magia Aggiuntiva, che è in grado di modificare l'esistente o di creare oggetti o esseri a partire dalla materia già presente, e nella Magia Detrattiva, che è in grado di eliminare, uccidere o distruggere l'esistente. La prima è associata alla vita, la seconda alla morte e al Guardiano del mondo sotterraneo, e come tale è considerata oscura. All’inizio della serie la Magia Aggiuntiva è quella più comune nel mondo, mentre quella Detrattiva sembra quasi scomparsa e l’unico modo per praticarla parrebbe essere votarsi al servizio del Guardiano.

Un terzo tipo di magia, le "abilità occulte", viene introdotto nel ciclo narrativo iniziato con La macchina del presagio. Si tratta dell'equilibrio tra i diversi aspetti del Dono e, originariamente prerogativa dell'imperatore Sulachan e delle sue schiere tremila anni prima, viene ora padroneggiata solamente dai maghi e le incantatrici della regione delle Terre oscure.

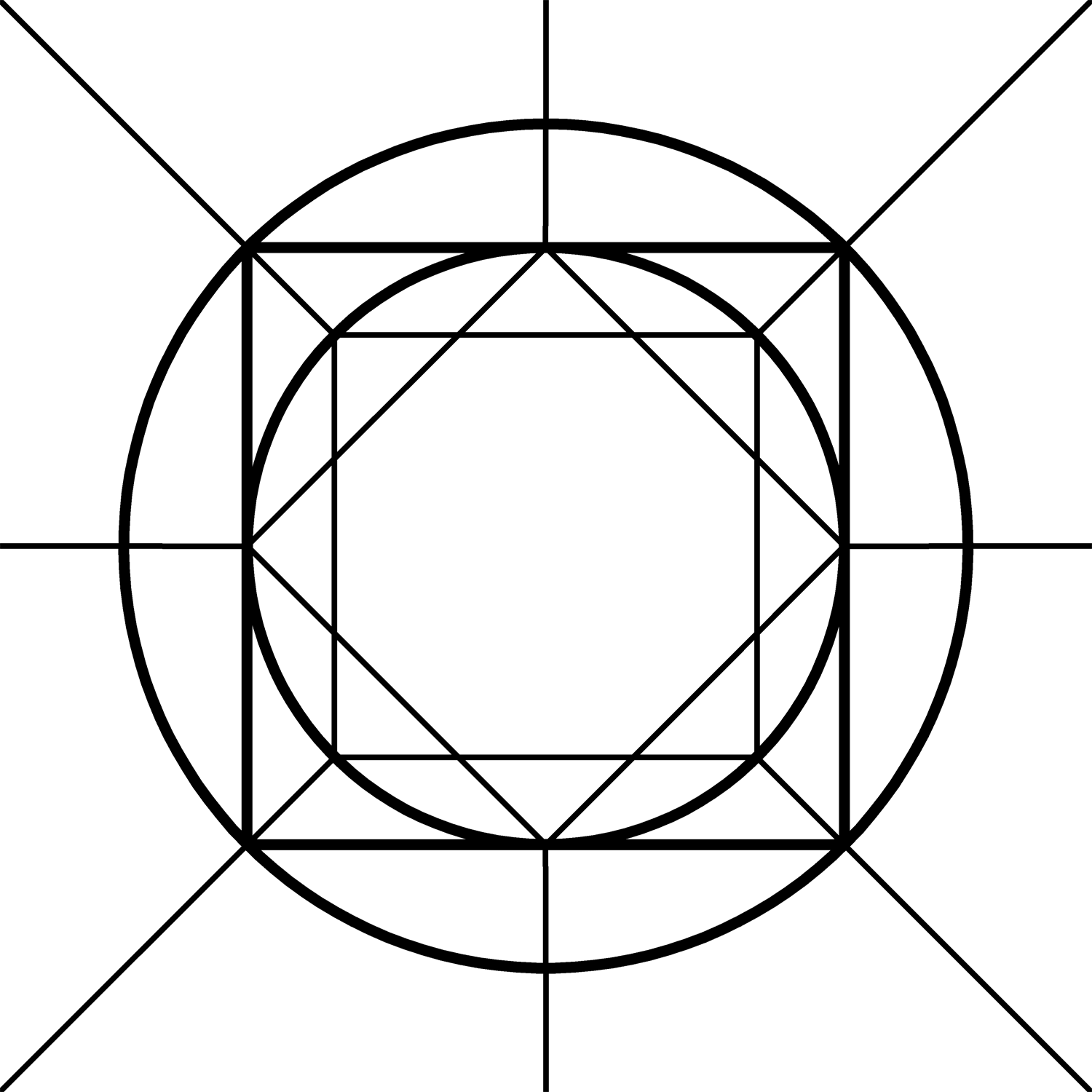
Il simbolo magico della Grazia

### Persone magiche
- Maghi (in lingua originale, Wizards): Sono definiti genericamente maghi gli individui di sesso maschile che sono nati con il “Dono”, cioè con poteri magici, oppure che hanno ottenuto poteri magici dopo essere stati istruiti e addestrati da altri maghi. L’ordine di maghi di cui faceva parte Zeddicus Zu'l Zorander era composto da maghi del secondo tipo. Quasi tutti i maghi possiedono solo la Magia Aggiuntiva. I maghi, a seconda della loro predisposizione e dell’addestramento, possono specializzarsi in diverse branche della magia, così vi sono guaritori, profeti, maghi guerrieri etc.

- Incantatrici (in lingua originale, Sorceresses): Sono donne dotate di poteri equivalenti ai maghi, anche se solitamente più deboli. La prima ad apparire nella serie è Adie. Esistono anche incantatori maschi, ma nella serie ne appare solo uno, Fratello Narev, la cui particolarità è l’immunità ai poteri dei maghi, i quali viceversa sono immuni ai suoi.

- Streghe (in lingua originale, Witch Women): Sono donne dotate di vari poteri, quali generare illusioni e osservare il flusso del tempo futuro. La più importante che appare nella serie è Shota, che fin dal primo libro interviene in modo ambiguo per pilotare gli eventi. Esistono anche stregoni (Warlocks), ma nella serie ne appare solo uno, Moravaska Michec, nel ciclo I figli del D’Hara.

Vi sono poi numerose persone e creature ottenute con altra magia, spesso create artificialmente da maghi utilizzando uomini e donne più o meno consenzienti, nelle quali vengono inserite proprietà e attitudini magiche di vario tipo. Queste alle volte si perpetuano nei discendenti, originando nuove razze.
- Baneling: Sono coloro che si sono votati al servizio del Guardiano del mondo sotterraneo, il quale solitamente li ricompensa con favori di vario genere, soprattutto poteri legati alla Magia Detrattiva. Il primo baneling ad apparire nella serie è Darken Rahl.
- Cercatore della Verità (in lingua originale, Seeker of Truth): È un guerriero investito dall'ordine dei maghi con un’arma magica, la Spada della Verità, per lottare contro la menzogna e indirizzare gli uomini verso la conoscenza e la saggezza. Dopo che per secoli i maghi hanno ripetutamente investito Cercatori fantocci, asserviti ai loro interessi, il primo Cercatore autentico, capace di usare rettamente la Spada, appare essere Richard Cypher.

- Completamente privi del Dono (in lingua originale, Pristinely ungifted): Persone nate senza il minimo legame con la magia, tanto da annullarla con la loro presenza e non poter essere percepiti dai maghi. Sono il risultato involontario di un incantesimo della Casa Rahl mirato a far nascere un solo erede con il Dono per ogni generazione, che ha come contrappeso il fatto di far nascere completamente privi del Dono tutti gli altri, inclusi i discendenti di questi ultimi.

- Depositarie (in lingua originale, Confessors): Sono una stirpe di donne che, a seguito di un antico rito magico, sono state investite del potere della Confessione, che suscita in coloro che toccano una devozione cieca verso di loro che cancella qualunque altro sentimento, che li riduce a schiavi della volontà della Depositaria. Le Depositarie formavano un ordine con sede ad Aydindril, che aveva lo scopo di vegliare sulla pace e la giustizia nei litigiosi regni delle Terre Centrali, ma poco prima degli eventi del primo libro esse sono state sterminate per volontà del tiranno del D’Hara Darken Rahl, lasciando come unica superstite la loro guida, la Madre Depositaria Kahlan Amnell. Le Depositarie non si sposano e non hanno famiglia, ma per garantire la sopravvivenza dell’ordine si uniscono a compagni da esse confessati per partorire delle figlie. Raramente nascono figli maschi con il potere della Confessione, ma le Depositarie li uccidono da neonati perché essi non sono capaci di controllare il loro potere.

- Mord-Sith: Sono un ordine di donne che fungono da guardie del corpo, torturatrici, assassine e concubine dei signori del D’Hara. Rapite da bambine e sottoposte ad anni di sevizie fisiche e psichiche, fino a diventare combattenti spietate e leali fino alla morte, esse vestono di cuoio marrone, rosso o bianco e usano una bacchetta chiamata agiel, con la quale infliggono atroci dolori alle loro vittime.

### Creature magiche
L'universo della Spada della Verità è popolato da un gran numero di creature magiche, che variano da esseri umani tramutati, a veri e propri mostri, a spiriti di varia natura. Alcuni di questi esseri, come i draghi, sono tratte dalla mitologia e dal folklore. Altri, come i garg, sono stati inventati dallo stesso autore.

### Oggetti magici
L'agiel è l’arma delle Mord-Sith, una bacchetta che al contatto infligge atroci dolori e, se maneggiato correttamente, la morte. Giacché l'agiel provoca dolore anche a chi lo usa, le Mord-Sith devono sopportare un addestramento lungo e duro per abituarsi. Il potere dell'arma, come quello delle Mord-Sith, è legato alla magia di Casa Rahl.
Il dacra è l’arma delle Sorelle della Luce, un piccolo e sottile coltello. Anche una ferita marginale, pone la vita del ferito nelle mani dell'incantatrice che maneggia il dacra, che può quindi ucciderlo col pensiero.
I libri di viaggio (in lingua originale, Journey books) sono dei libri utilizzati come strumento di comunicazione a grande distanza. Funzionano in coppia, sicché ciò che viene scritto su un esemplare, appare contestualmente nel suo rispettivo gemello.
Il Libro delle ombre importanti (in lingua originale, Book of Counted Shadows) è un volume stregato redatto dal mago Kolo tremila anni prima dell'inizio della serie come manuale di istruzioni per evocare il potere delle scatole dell'Orden.
La pietra delle lacrime (in lingua originale, Stone of tears) è una pietra nera, appesa dal Creatore al collo del Guardiano, per confinarlo nel mondo sotterraneo. Appare sulla terra solo se il Velo che separa il mondo dei vivi da quello dei morti viene lacerato. 
Il quilion è una statuetta a forma di un uomo che regge una piccola sfera. È un artefatto che le Sorelle dell'Oscurità utilizzano per risucchiare i poteri magici di un dotato, il quale muore nel processo, e successivamente trasferirli ad un'altra persona, nel corso di un rituale che prevede l'accoppiamento con una creatura del mondo sotterraneo. 
Il rada'han è un collare che inibisce l'Han di chi lo porta e gli impedisce quindi di usare i propri poteri magici. Viene utilizzato abitualmente al Palazzo dei Profeti, per trattenere gli allievi delle Sorelle della Luce.
Regula è il nome della macchina del presagio che dà il titolo al relativo romanzo in cui viene introdotta. Si tratta di un misterioso ordigno meccanico che rilascia profezie, rinvenuto nei sotterranei del Palazzo del Popolo, in realtà proveniente dal mondo sotterraneo.  
Le scatole dell'Orden (in lingua originale, Boxes of Orden) sono un set di tre contenitori magici. All'esterno sono ricoperte di decorazioni preziose, ma, una volta rimosse queste, le scatole sono tra loro identiche e di colore talmente scuro da risucchiare la luce. Racchiudono il potere di dominare la vita sulla terra, ma per poterlo usare è necessario celebrare un rituale molto lungo e complicato, al termine del quale bisogna aprire la scatola corretta. Il minimo errore può avere conseguenze letali sia per il mago che celebra il rito che per il resto del mondo.   
La Spada della Verità è l'arma del Cercatore della Verità, fabbricata circa 3000 anni prima dell'inizio della serie dal mago Merrit con l'aiuto di Magda Searus. La Spada ha una crociera di metallo piegata verso il basso, l'elsa è formata da fili d'argento intrecciati e sopra, scritta con dei filamenti dorati in rilievo, si legge la parola Verità; il fodero in cui è contenuta è decorato da motivi floreali che ne ricoprono tutta la superficie. La Spada ha in sé un grande potere che si trasmette al Cercatore la prima volta che impugna l'arma; si crea così un legame tra i due tanto che, un vero Cercatore, può utilizzare il potere della Spada anche se essa è molto distante da lui. La magia dell'arma si manifesta principalmente sotto forma di rabbia, di sete di giustizia che pervade il Cercatore ogni volta che la impugna, tuttavia la Spada sa distinguere le intenzioni di chi ha di fronte e si rifiuterà di fare del male a chi non rappresenta una minaccia, mentre calerà senza pietà su criminali ed oppressori; naturalmente la Spada dipende dal punto di vista di chi la impugna, non agisce in autonomia. Uccidendo con quest'arma il Cercatore soffre anche fisicamente per ciò che ha fatto, inoltre la prima volta che un Cercatore usa la Spada per uccidere essa lo sottopone ad una dura prova del dolore, per saggiarne la volontà e la resistenza. Oltre a questo l'arma è in grado di immagazzinare, e trasmettere a chi la porta, le esperienze e le abilità dei suoi possessori precedenti, si dice, in questo caso, che il Cercatore danza con gli spiriti, è in grado di tagliare qualsiasi materiale (ferro ed acciaio compresi). Il potere della Spada ha due facce, si manifesta attraverso la rabbia o attraverso l'amore; se il Cercatore decide di uccidere qualcuno facendo appello all'amore che prova per quella persona la lama della Spada diventa bianca e riuscire a controllare ambedue le facce della magia è il solo modo per evitare che un Cercatore perda la ragione ed anche la forma umana. La Spada appartiene al Cercatore finché questi è in vita o finché non ne viene nominato un altro. Dai tempi della creazione della Spada della Verità essa veniva affidata dal Primo Mago alla persona adatta a ricoprire il ruolo di Cercatore. Il Cercatore non deve necessariamente essere un mago, ma solo una persona che ha a cuore la Verità.

### Regole del mago
Ognuno dei primi undici libri presenta una diversa "regola del mago", che Richard deve imparare ad usare. Si tratta di aforismi che fungono da codice morale e spesso si rivelano indispensabili per la risoluzione dei problemi affrontati dai personaggi.
- Le persone credono a tutto ciò a cui vogliono credere o a quello che temono di credere.[3] (da L'assedio delle tenebre/La profezia del mago: Capitolo 36, rivelata da Zeddicus Zu'l Zorander): «Le persone sono stupide: date loro una motivazione appropriata e quasi tutti crederanno a quasi tutto ciò che direte loro. Proprio perché le persone sono stupide, esse crederanno ad una menzogna perché lo vogliono, o perché hanno paura che possa essere vera. La testa delle persone è piena di fatti, notizie e credenze che nella maggior parte dei casi sono false, tuttavia continuano a crederci. Le persone sono stupide: raramente riescono a distinguere tra il vero ed il falso, tuttavia hanno tanta fiducia in loro stessi che credono di poterlo fare sempre, ecco perché è così facile ingannarle.»

- Le migliori intenzioni possono generare i danni più grandi; la violazione di ciò può causare di tutto: dal disagio, al disastro, alla morte. (da Il Guardiano delle Tenebre/La Pietra delle Lacrime: Capitolo 63, rivelata da Nathan Rahl): «La gentilezza e le buone intenzioni possono essere un sentiero insidioso verso la distruzione. A volte fare ciò che ci sembra giusto è sbagliato e può provocare dei danni. L'unico modo per contrastarla è la conoscenza, la saggezza, la capacità di pensare al futuro e la comprensione della Prima Regola. Le buone azioni, l'essere gentili può incoraggiare le menti pigre e malleabili a diventare indolenti. Più dai loro aiuto e più ne hanno bisogno. Finché la tua gentilezza sarà senza fine, essi non guadagneranno mai disciplina, dignità o stima di sé. La tua gentilezza impoverisce la loro umanità.»

- Le passioni governano la ragione, nel bene e nel male. (da La Stirpe dei Fedeli/L'Ordine Imperiale: Capitolo 43, rivelata dal Diario di Kolo): «Autorizzare le emozioni a controllare la tua ragione potrebbe causare problemi per te stesso e per coloro intorno a te.»

- C'è una componente magica nel perdono; una magia per guarire. (da La profezia della luna rossa/Il Tempio dei Venti: Capitolo 41, (rivelata indirettamente da Shota): «Perdonando dai e ricevi. Ma ricordati che la pietà per un nemico è un tradimento verso un amico.»

- Bada a quello che fanno le persone, non solo a quello che dicono, perché gli atti sono rivelatori delle menzogne. (da L'anima del fuoco: Capitolo 28 (rivelata dal Diario di Kolo): «La gente mentirà per ingannarvi da ciò che essi hanno veramente intenzione di fare. L'osservazione delle azioni che essi intraprendono dimostrerà le loro vere intenzioni.»

- Si può essere governati da un solo sovrano: la ragione. (da La Fratellanza dell'Ordine: Capitolo 2 (rivelata da Richard Rahl): «La prima legge della ragione è questa: ciò che esiste, esiste; ciò che è, è. Tutta la conoscenza è basata su questo fondamento imprescindibile. Sono le fondamenta della vita. La ragione è una scelta, desideri e capricci non sono fatti, né lo diventeranno. La ragione è l'unico mezzo che abbiamo per afferrare la realtà, è il nostro principale strumento di sopravvivenza. Siamo liberi di evitare lo sforzo di pensare, di negare la ragione, ma non sfuggiremo per questo alle pene dell'abisso che ci rifiutiamo di vedere. La Sesta Regola è il perno intorno al quale ruotano tutte le altre. Non è solo la Regola più importante, ma la più semplice; tuttavia è la più violata ed ignorata e molto spesso disprezzata. Deve essere brandita contro le proteste incessanti dei malvagi. Miseria, iniquità e distruzione totale sono in agguato nella zona d'ombra al di fuori della luce proiettata da quella Regola, una zona nella quale le mezze verità prendono al laccio i discepoli fedeli, credenti convinti e seguaci egoisti. Fede e sentimenti sono i compagni affezionati del male. Al contrario della ragione, fede e sentimenti non danno canoni per limitare un'illusione od un capriccio. Sono un veleno violento che offre l'illusione di una sanzione morale per ogni depravazione mai covata. Fede e sentimenti oscurano la luce della ragione. La ragione è la sostanza della verità. La gloria della vita è abbracciata interamente solo grazie alla ragione. Rifiutando la ragione si finisce fra le braccia della morte.»

- La vita è il futuro, non il passato. (I Pilastri della Creazione: Capitolo 60, rivelata da Richard Rahl): «Il passato può insegnare attraverso l'esperienza come fare le cose in futuro, portarci conforto con i bei ricordi ed insegnarci le fondamenta di quanto è stato già fatto. Ma solo il futuro è la vita. Vivere nel passato vuol dire abbracciare ciò che è morto. Vivere la vita a pieno ogni giorno significa creare qualcosa di nuovo ogni giorno. Siamo esseri raziocinanti, dobbiamo usare il nostro intelletto e non la cieca devozione.»

- La vittoria dev'essere meritata. (L'impero degli indifesi: Capitolo 59 (rivelata da Richard Rahl ai piedi della statua di Kaja-Rang): «Ciò significa che non è sufficiente essere più forti o più numerosi del nemico per sconfiggerlo, ma occorre usare anche e soprattutto la furbizia, l'astuzia e l'intelligenza e dimostrarsi superiori sia fisicamente sia intellettualmente, perché altrimenti anche un avversario fisicamente più debole potrebbe sconfiggerti usando questi mezzi. Eppure questo non è l'unico significato, perché ce n'è un altro ancora più importante: una vittoria per essere meritata deve essere diretta verso un nobile scopo.»
- Una contraddizione non può esistere nella realtà. Né in parte, né per intero. (da La Catena di Fuoco: Capitolo 48, rivelata da Zeddicus Zu'l Zorander): «Credere in una contraddizione vuol dire rinunciare a credere nell'esistenza del mondo intorno a te e nella natura delle cose in esso contenute, per accogliere invece qualsiasi fortuito impulso colpisca la tua fantasia per immaginare che qualcosa sia vero solo perché tu vorresti che lo fosse. Una cosa è ciò che è, di per sé stessa. Non possono esistere contraddizioni. Non bisogna rifugiarsi nella cieca nebbia della fede. La fede è uno strumento d'autoillusione, un trucco da prestigiatore realizzato con le parole e le emozioni e fondato su qualsiasi nozione irrazionale possa essere immaginata. La fede è il tentativo di costringere la verità ad arrendersi al desiderio. In altri termini, vuol dire provare a dare il soffio della vita ad una bugia cercando di adombrare la verità con la bellezza dei desideri. La fede è il rifugio degli idioti, degli ignoranti e degli illusi, non degli uomini razionali in grado di pensare. Nella realtà le contraddizioni non possono esistere. Per credere in essa devi abbandonare la cosa più importante che hai: la tua mente razionale. In uno scambio del genere perdi sempre tutto ciò che scommetti.»
- La realtà non si cura dei desideri. Decidere di distogliersi dalla verità significa tradire se stessi. (da Fantasma: Capitolo 12, rivelata da Zeddicus Zu'l Zorander): «Chi per un motivo qualsiasi non vuole vedere la verità può essere davvero ostile e la combatterà senza riserve. E non di rado rivolgerà la propria virulenta animosità contro chiunque osi difenderla. [...] Per quanti cercano la verità, è un fatto di semplice e razionale avvedutezza tenere sempre bene a mente la realtà, poiché in essa la verità affonda le sue radici, non nell'immaginazione.»

- Cerca la verità in te stesso. (Scontro Finale: Capitolo 58, rivelata da Baraccus tramite un libro lasciato in eredità a Richard): «La regola di tutte regole. La regola non scritta. La tacita regola dall'alba dei tempi. Non è mai stata detta e non è mai stata scritta.»

## Tematiche
La saga mette la lotta tra il Bene ed il Male, con Richard e i suoi amici (in primis Kahlan, Cara e Zedd) che tentano di salvare l'umanità dall'aggressione di nemici terreni (in particolare Darken Rahl, la Stirpe dei Fedeli e l'Ordine Imperiale, tesi con diverse motivazioni ad annullare la libertà di popoli e individui) e ultraterreni (tutti i soldati del Guardiano delle Tenebre, con particolare riguardo per le Sorelle dell'Oscurità, il cui scopo finale è di precipitare la vita stessa nell'abisso della morte). Nel corso della saga, si evidenzia inoltre il filone, parallelo al precedente, della lotta di Richard per la difesa della libera scelta e dell'individualità degli esseri umani. Inoltre in ogni volume è presentata una delle regole del mago, ovvero una massima morale che quasi sempre si rivelerà utile per la risoluzione dei problemi nelle vicende narrate.
La saga è una serie consigliata a un pubblico maturo, in quanto alcune sezioni degli undici libri presentano disquisizioni filosofiche a livello ben superiore a quello che può interessare i lettori più giovani. Inoltre, non mancano descrizioni molto crude di episodi di violenza di un mondo assimilabile al medioevo europeo. Lo stesso Goodkind ha affermato che i suoi libri sono rivolti più ad un pubblico adulto che non agli adolescenti, verso i quali la letteratura fantasy viene spesso indirizzata.
Goodkind appare influenzato dalle idee della scrittrice Ayn Rand, fondatrice del movimento dell'oggettivismo. In particolare nei libri dal terzo in poi, con l'entrata in campo dell'Ordine Imperiale, Goodkind si scaglia contro gli integralismi politico-religiosi: l'Imperatore Jagang sembra una via di mezzo tra Stalin e l'ayatollah Khomeini per le sue idee di egualitarismo estremizzato, per la visione della vita terrena unicamente come mezzo per raggiungere, attraverso il sacrificio, una vita ultraterrena di beatitudine, e per una generale sfiducia nella natura umana.

## Trasposizioni in altri media
- La spada della verità: nel luglio del 2006, il sito web ufficiale di Goodkind ha annunciato l'esistenza di trattative con il regista Sam Raimi per la realizzazione di una serie televisiva tratta dalla saga[5]. Raimi e il produttore Joshua Donen hanno iniziato, nel maggio del 2008, la produzione dei primi 22 episodi della serie televisiva che è stata chiamata La spada della verità (Legend of the Seeker in originale). Questa prima serie di episodi riguarda solamente il primo libro della Spada della Verità. Ad essa ne è seguita una seconda, ed ultima, di pari numero di episodi. Gli attori che interpretano i personaggi principali sono l'australiano Craig Horner nella parte di Richard Rahl, Bridget Regan per Kahlan Amnell, Tabrett Bethell per Cara Mason, Bruce Spence per Zeddicus Zu'l Zorander e Craig Parker per Darken Rahl[6].